# کتیران بالا
کتیران بالا یک روستا در ایران است که در استان مرکزی واقع شده‌است. کتیران بالا ۲۴۷ نفر جمعیت دارد. نام مزارع مهم:باغ درسی،محلقازی،گرگ دره،ده بالا،اسیران،چپ چوب،نیسان.